# Fritz Medicus (Ingenieur)
Fritz Medicus (* 12. Februar 1869 in Deutenhofen (Hebertshausen); † 17. Oktober 1945 in Höllriegelskreuth) war ein deutscher Ingenieur und Manager der Energiewirtschaft.

## Leben
Fritz Medicus, Sohn des Gründers der München-Dachauer AG für Maschinenpapierfabrikation Gustav Medicus, besuchte das Realgymnasium in München. Nach dem Abitur studierte er Maschinenbau und Elektrotechnik an den Technischen Hochschulen München und Technische Universität Darmstadt. 1890 wurde er Mitglied des Corps Germania München. In Darmstadt war er Schüler und Privatassistent von Erasmus Kittler. Als Einjährig-Freiwilliger diente er im Königlich Bayerischen 3. Feldartillerie-Regiment „Prinz Leopold“. Anschließend begann er seine Industrielaufbahn in der Zentralen Abteilung der Elektrizitäts-AG vormals Schuckert & Co. in Nürnberg. In der Folge wechselte er als Betriebsingenieur zur Nürnberg-Fürther Straßenbahn, als Betriebsinspektor zur Bahnabteilung der AEG nach Berlin, als Leiter der Niederlassung der AEG wieder nach Nürnberg und nach Hannover als Niederlassungsleiter der Elektrizitäts-AG vormals W. Lahmeyer & Co. Als Oberingenieur wurde er 1910 Leiter der Niederlassung Hannover der Zentralen-Abteilung der AEG. 1912 wechselte er zur Elektrizitätswerk Westfalen AG, Bochum, wo er das Bezirksamt Münster für Überlandversorgung des Münsterlandes. 1922 wurde er als Oberingenieur und Leiter der Betriebsdirektion in Münster Direktor und Vorstandsmitglied der Vereinigten Elektrizitätswerke Westfalen (VEW), die aus der Elektrizitätswerk Westfalen AG hervorgegangen waren.
Medicus war Mitglied des Vereins Deutscher Ingenieure und des Verbands Deutscher Elektrotechniker. Seit 1900 war er kinderlos verheiratet.